# محمد حقي صوتشين
محمد حقي سوتشين (بالتركية: Mehmet Hakkı Suçin)‏، أكاديمي ومستعرب تركي.
تخرج في جامعة أنقرة، كلية اللغات والتاريخ والجغرافيا، قسم اللغة العربية وآدابها عام 1993. عمل مترجما تحريريا وشفهيا (1993-1998). بدأ التدريس في جامعة غازي، كلية التربية، قسم تدريس اللغة العربية عام 1998. أنهى دراسته على مستوى الماجستير برسالة عن الأدب القصصي عند يحيى حقي (1998) بجامعة غازي. كما أكمل بنفس الجامعة دراسته على مستوى الدكتوراه عن مشاكل واستراتيجيات الترجمة بين اللغتين التركية والعربية (2004). سافر إلى المملكة المتحدة كأستاذ زائر بجامعة مانشستر (2006).
عمل سوتشين ضمن الفريق المنتج للفيلم الوثائقي شبه الدرامي «الأجنحة الذهبية: قصة الشجاعة» برعاية مؤسسة الراديو والتلفزيون التركي، وهو فيلم يحيي أول رحلة طيران تمت عام 1914 بين إسطنبول والقاهرة عبر مدن على رأسها حلب واللاذقية وبيروت ودمشق ويافا وبئر السبع والعريش وبورسعيد والإسكندرية والقاهرة.
عمل أيضًا رئيسًا للجنة التي أشرفت على إعداد مناهج اللغة العربية على المستوى الابتدائي والمتوسط والثانوي وذلك تمشيًا مع الإطار الأوروبي المرجعي العام للغات خلال الفترة بين 2010 و2012.
عمل عضوًا في لجنة التحكيم لـالجائزة العالمية للرواية العربية المعروفة بجائزة البوكر العربية خلال دورتها 2014. كما أنه عضو في الهيئة العلمية لجائزة الشيخ زايد للكتاب.
يشرف على ورشات الترجمة الأدبية بين اللغتين العربية والتركية التي تقام سنويًا على المستوى الدولي لمناقشة مسائل نظرية وتطبيقية فيما يتعلق بالترجمة الأدبية.
ترجم أعمالاً عديدة من الأدب العربي القديم والحديث في دوريات تركية مختلفة.
تتركز دراساته على الأدب العربي ودراسات الترجمة وطرق تدريس اللغة العربية للناطقين بغيرها واللسانيات.

## مؤلفاته
- في رحاب لغة أخرى: مقاربات بشأن الترجمة بين اللغتين التركية والعربية (باللغة التركية مع مقتطفات باللغة العربية)، دار صاي، إسطنبول، 2013.[7]
- تاريخ الترجمة إلى اللغة العربية (باللغة التركية)، دار كورغان أدبيات، أنقرة، 2012.[8]
- مقارنة الألفاظ التكرارية في اللغتين العربية والتركية (بالإنجليزية)، مقال نشر في مجلة اللسانيات الأسترالية، 30، 2، 2010، ص. 209-226.[9]
- العربية بطريقة فعّآلة (باللغة التركية)، دار أنكين للنشر، أنقرة، 2009.[10]
- قواعد اللغة التركية للعرب (بالاشتراك مع الدكتور محمد هنكيرمان، دار أنكين للنشر، أنقرة، 2003.[11]
- التجديد في الثقافة العربية – الإسلامية (ترجمة إلى التركية من أمين الخولي بالاشتراك مع الدكتور أمر الله إيشلار)، دار كتابيات، أنقرة، 2006.
- سلسلة الكتب التي قرأها أتاتورك: تاريخ الأندلس (تبسيط من التركية العثمانية إلى التركية المعاصرة)، دار وقف آنيتكابير، 2001.
- قنديل أم هاشم (ترجمة رواية يحيى حقي إلى التركية)، دار طه للنشر، أنقرة، 1998.
- ترجمة مختارات شعرية للشاعرة الإماراتية خلود المعلا إلى التركية تحت عنوان «لا ظل للوردة» (بالتركية: Gülün Gölgesi Yok) سنة 2014.[12]

## ترجماته
- أبو الطيب المتنبي، أغنية الإنسان - مختارات من ديوانه (عنوان الترجمة التركية: İnsanın Şarkısı - Seçilmiş Şiirler)، إسطنبول: إفرست، 2024.[13]
- نجيب محفوظ، يقظة المومياء - مختارات قصصية من مصر القديمة (عنوان الترجمة التركية: Mumyanın Uyanışı - Antik Mısır Hikâyeleri)، إسطنبول: جان، 2024.[14]
- نجوان درويش، كلام عند مدخل القدس (عنوان الترجمة التركية: Kudüs'ün Kapısında Kelimeler)، إسطنبول: آيرينتي، 2023.[15]
- غسان كنفاني، رجال في الشمس (عنوان الترجمة التركية: Güneşteki Adamlar)، إسطنبول: ميتيس، 2023.[16]
- ابن الكلبي، كتاب الأصنام (عنوان الترجمة التركية: Putlar Kitabı)، إسطنبول: كابي، 2023.[17]
- أدونيس، الكتاب الخطاب الحجاب (عنوان الترجمة التركية: Kitap, Hitap, Hakikat)، إسطنبول: إفرست، 2022.[18]
- يونس أمرة، مختارات من شعر يونس أمرة (عنوان الترجمة التركية: Yunus Emre Seçkisi)، أنقرة: معهد يونس أمرة، 2022.[19]
- عدنيّة شبلي، تفاصيل ثانوية (عنوان الترجمة التركية: Küçük Bir Ayrıntı)، إسطنبول: دار جان، 2021.[20]
- ابن طفيل، حيّ بن يقظان (عنوان الترجمة التركية: Hayy bin Yakzan)، إسطنبول: دار كابي، 2021.[21]
- المعلّقات السبع (عنوان الترجمة التركية: Yedi Askı Şiirleri - Muallakalar)، إسطنبول: دار قرمزي كيدي، 2020.[22] أدرجت ضمن أفضل 50 كتابًا أدبيًا نشر في تركيا خلال عام 2020.[23]
- محمود درويش، كزهر اللوز أو أبعد (عنوان الترجمة التركية: Badem Çiçekleri Gibi yahut Daha Ötesi)، إسطنبول: دار إفرست، 2020.[24]
- أدونيس، هذا هو اسمي (عنوان الترجمة التركية: İşte Budur Benim Adım)، إسطنبول: دار إفرست، 2020.[25]
- نوري الجرّاح، قارب إلى لسبوس (بالتركية: Midilli'ye Açılan Tekne)، إسطنبول: دار قرمزي، 2019.[26]
- ملاك مصطفى، مختارات تحت عنوان «ما هاجر مني» (عنوان الترجمة التركية: İçimden Göçenler)، إسطنبول: دار قرمزي، 2019.[27]
- ابن حزم الأندلسي، طوق الحمامة (عنوان الترجمة التركية: Güvercin Gerdanlığı)، إسطنبول: دار كابي، 2018.[28]
- محمود درويش، لماذا تركت الحصان وحيدا (عنوان الترجمة التركية: Atı Neden Yalnız Bıraktın)، إسطنبول: دار آيرينتي، 2017.[29]
- أدونيس، احتفاء بالأشياء الواضحة الغامضة (عنوان الترجمة التركية: Belli Belirsiz Şeyler Anısına)، إسطنبول: دار إفرست، 2017.[30]
- أحمد اليَسَوي، مختارات من ديوان الحكمة (ترجمة إلى العربية)، أنقرة: منشورات جامعة أحمد اليسوي، 2017.[31]
- نزار قبّاني، كتاب الحُبّ (عنوان الترجمة التركية: Aşkın Kitabı)، أنقرة: دار هجاء، 2017.[32]
- محمود درويش، لا أريد لهذي القصيدة أن تنتهي (عنوان الترجمة التركية: Bu Şiirin Bitmesini İstemiyorum)، إسطنبول: دار يابي كريدي، 2016.[33]
- جبران خليل جبران، النبي (عنوان الترجمة التركية: Ermiş)، إسطنبول: دار قرمزي، 2016.[34]
- محمود درويش، الجداريّة (عنوان الترجمة التركية: Mural)، إسطنبول: دار قرمزي، 2015.[35]
- أدونيس، شهوة تتقدّم في خرائط المادة (عنوان الترجمة التركية: Maddenin Haritalarında İlerleyen Şehvet)، إسطنبول: دار قرمزي، 2015.[36]
- ترجمة شعرية لمعاني جزء عمّ إلى اللغة التركية (عنوان الترجمة التركية: Şiir Şiir Ayetler)، إسطنبول: دار أوبوس، 2015.[37]
- محمد بنيس، كتاب الحُبّ (عنوان الترجمة التركية: Aşkın Kitabı)، إسطنبول: دار قرمزي، 2015.[38]
- خلود المُعَلاّ، لا ظلّ للوردة - مختارات شعرية (عنوان الترجمة التركية: Gülün Gölgesi Yok)، إسطنبول: دار قرمزي، 2014.[39][10]
- أحمد الشهاوي، سماء باسمي (عنوان الترجمة التركية: Benim Adıma Bir Gökyüzü)، إسطنبول: دار قرمزي، 2014.[40]
- طلعت سعيد هالمان، ألفية من الأدب التركي: تاريخ موجز (ترجمة إلى العربية)، أنقرة: منشورات وزارة الثقافة التركية، 2014.
- أمين الخولي، مناهج تجديد في الأدب والنحو والبلاغة والتفسير (عنوان الترجمة التركية: Arap-İslam Kültüründe Yenilikçi Yaklaşımlar)، ترجمة مشتركة مع أمر الله إيشلر، أنقرة: دار كتابيات، 2006.[41]
- محمد هنغيرمان، قواعد اللغة التركية مشروحة باللغة العربية (ترجمة إلى العربية)، أنقرة: دار أنغين، 2003.[42][11]
- يحيى حقي، قنديل أمّ هاشم (عنوان الترجمة التركية: Umm Haşim'in Lambası)، أنقرة: دار طه، 1998.[43]
- المتنبي: أغنية الإنسان" ( عنوان الترجمة التركية: Al-Mutanabbi insanın şarkısı) دار إيفرست 2024.[44]

## جوائز
- 2024 - جائزة الشارقة للترجمة "ترجمان" منحتها هيئة الشارقة للكتاب عن ترجمة "طوق الحمامة" لابن حزم الأندلسي.[45]
- 2022 - جائزة الشيخ حمد للترجمة والتفاهم الدولي، فئة الإنجاز عن كل إنجازاته الترجمية.[46]
- 2022 - جائزة «أفضل كتاب مترجَم» منحتها ملحق الكتاب لصحيفة «الدنيا» التركية عن ترجمة «تفصيل ثانوي» لعدنية شبلي.[47]
- 2016 - جائزة «أفضل ترجمة» منحها اتحاد كُتّاب تركيا عام 2016 لترجمة «كتاب الحُبّ» للشاعر نزار قباني.[12]

## وصلات خارجية
- http://gazi.academia.edu/MehmetHakkiSucin
- http://websitem.gazi.edu.tr/mhsucin